# Fernando Rech
Fernando Rech (* 13. März 1974 in Caxias do Sul) ist ein ehemaliger brasilianischer Fußballspieler.

## Karriere
Der früher 1,84 Meter große Stürmer begann seine Karriere EC Juventude, bei dem er 1994, 1996 und 1999 spielte. 1995 war er bei den Vereinen Olaria AC und EC Guarani unter Vertrag, für den er jedoch nicht an Ligaspielen teilnahm. 1997 unterschrieb Fernando einen Vertrag bei der SE Palmeiras in São Paulo und absolvierte ein Ligaspiel. Nach der Spielzeit ging er nach Japan zu den Yokohama Flügels und erzielte in 14 Ligaspielen fünf Tore. Im Jahre 1998 wechselte er wieder nach Brasilien zum SC Internacional aus Porto Alegre. 1999 bestritt er erneut acht Ligaspiele für EC Juventude. Im Jahre 2000 wechselte er zum australischen Verein Brisbane Strikers. Während seines dreijährigen Engagements absolvierte er 58 Ligaspiele und erzielte 28 Tore. In der Saison 2003/04 wechselte er zu Parramatta Power (21 Ligaspielen, neun Tore). Nach der Auflösung des Vereines ging er zum brasilianischen Verein CE Bento Gonçalves, für den er jedoch keine Ligaspiele bestritt. Im Jahre 2005 unterzeichnete er einen Vertrag bei Adelaide United. Während der zwei Jahre beim Verein stand er für 44 Ligaspiele auf dem Feld und erzielte 13 Tore. Im Jahre 2007 beendete er seine Karriere.

## Erfolge
Juventude
- Copa do Brasil: 1999

| Personendaten    | Personendaten                  |
| ---------------- | ------------------------------ |
| NAME             | Rech, Fernando                 |
| ALTERNATIVNAMEN  | Fernando                       |
| KURZBESCHREIBUNG | brasilianischer Fußballspieler |
| GEBURTSDATUM     | 13. März 1974                  |
| GEBURTSORT       | Caxias do Sul, Brasilien       |